# Seamen Milano 2012
Questa voce raccoglie le informazioni riguardanti i Seamen Milano nelle competizioni ufficiali della stagione 2012.

## Roster
| Roster dei Seamen Milano (2012) |
| --- |
| Quarterback - 7 Lorenzo Andrea Nardin - 12 Jordan La Secla - 18 Luca Pastori - -- Victor Marin Running Back - 1 Danilo Bonaparte - 26 Fabio Di Rosa - 33 Pasquale Logan - 34 Saul Sinan - 36 Flavio Piccinni - 38 Paolo Forlì - 44 Filippo Turrin - -- Alexis Magallanes Wide Receiver - 3 Lorenzo Vezzoli WR/K - 4 Giovanni Fradella - 8 Carlo Gozzani - 9 Emanuele Piloni - 11 Giulio Porta - 13 Daniele Colombo - 14 Carlo Petroni - 19 Gianluca Santagostino - 25 Luca Vimercati - 80 Stefano Gentilucci - 82 Gabriele Abbruzzi - 83 Luciano Luzi - 84 Riccardo Ripamonti - 85 Davide Tarabelloni - 88 Gianluca Sorteni Tight End - 2 Marco Pelà - 81 Enton Vjero - 86 Andrea Zini - 87 Marco Ferrari - 89 Massimiliano Merighi Offensive Linemen - 51 Lorenzo Maria Serrano C - 60 Matteo Andreoni - 61 Francesco Cigoli - 62 Alberico Rinaldi - 64 Emmerich Velicogna - 67 Gabriele Pastore - 68 Mauro Salvemini - 70 Tommaso Magagnini - 71 Eric Mistrazzoso - 72 Alessandro Merighi - 73 Walter Petronaci - 75 Luciano Marchini - 76 Alessandro Luigi Zecchin - 79 Aldo Carulli - 99 Vatieri Defensive Linemen - 49 Niccolò Comoglio DE - 50 Filippo Del Bò DE - 52 Marco Maroni - 57 Marco Legnani - 63 Mauro Riseri - 66 Vincenzo Lopez - 74 Guido Malagutti DE - 77 Christopher Waterman - 78 Raffaele Jacopo Ceci - 90 Rinaldo Franchi DE - 91 Medardo Zanetti DE - 92 Marco Colombo NG/C - 93 Alessandro Tasso - 94 Maurizio De Vita - 95 Hans Peter Sacramento Paling - 98 Emanuele Zanetti Linebacker - 5 Gian Piero Papasodero - 6 Alexander Di Michele - 10 Dario Visconti - 35 Giacomo Rabossi - 40 Cristian Benatti - 46 Francesco Maglia - 47 Giampiero Lippolis - 48 Filippo Carabelli - 53 Filippo Vezzoni - 54 Federico Pellecchia - 55 Giacomo Silvestri - 59 Marco Bossi Defensive Back - 15 Alessandro Zanini FS/SS - 20 Stefano Lupia CB - 21 Timoty Perego CB - 22 Daniele Manning CB - 23 Anthony Di Michele CB - 24 Francesco Magnani CB - 27 Angelo Di Pietro CB - 28 Pietro Pastorello CB - 29 Marco Papa CB/FS - 30 Edoardo Traverso CB - 32 Sebastiano Novek CB/FS - 37 Alessandro Vergani - 42 Mauro Bizzarro FS/SS - 56 Mattia Ogadri CB/LB - 82 Davide Viscardi CB/FS Special Team - 17 Manlio Mazzarelli K Coaching staff - Joe Avezzano |

## Italian Football League 2012

### Stagione regolare
| Arbitro: | Landini L. |

| |            | |
| Peoples W. Jr. Q1 (TD) 27yd pass da Watt E. Guerra M. Q1 (pat) Scott J. Q2 (TD) 60yd pass da Watt E. Guerra M. Q2 (pat) Panzani M. Q2 (TD) 33yd pass da Watt E. Guerra M. Q2 (pat) Parlangeli M. Q3 (TD) 19yd pass da Watt E. Guerra M. Q3 (pat) Panzani M. Q3 (TD) 18yd pass da Watt E. | Marcatori  | Bonaparte D. Q2 (TD) 1yd pass da La Secla J. Di Michele An. Q3 (TD) 2yd pass da La Secla J. La Secla J. Q4 (TD) 1yd run La Secla J. Q4 (TD) 5yd run |
| | Allenatori | Joe Avezzano |

| Milano 10 marzo 2012, ore 14:00 CEST 3ª giornata | Seamen Milano | 35 – 51 (7-6 15-8 0-23 13-14) [http://www.fidaf.org/Public/statistiche/A12/A1201572.htm referto] | Elephants Catania | Velodromo Maspes-Vigorelli, via Arona 19 (200 spett.) |
| Di Michele An. Q1 ( TD ) 56yd pass da La Secla J. Gozzani C. Q1 ( pat ) La Secla J. Q2 ( TD ) 1yd run Vjero E. Q2 ( tpc ) rush Bonaparte D. Q2 ( TD ) 12yd pass da La Secla J. Nardin L. Q2 ( pat ) Vjero E. Q4 ( TD ) 4yd pass da La Secla J. Mazzarelli N. Q4 ( pat ) Piloni E. Q4 ( TD ) 12yd pass da La Secla J. Marcatori Kmic N. Q1 ( TD ) 1yd run Barbagallo G. Q2 ( TD ) 30yd pass da Marty E. Strano G. Q2 ( tpc ) pass da Marty E. Barbagallo G. Q3 ( TD ) 42yd pass da Marty E. Barbagallo G. Q3 ( tpc ) pass da Marty E. Kmic N. Q3 ( TD ) 22yd pass da Marty E. Kmic N. Q3 ( pat ) Kmic N. Q3 ( TD ) 4yd pass da Marty E. Kmic N. Q3 ( tpc ) rush Kmic N. Q4 ( TD ) 10yd pass da Marty E. Kmic N. Q4 ( pat ) Kmic N. Q4 ( TD ) 12yd run Kmic N. Q3 ( pat ) Joe Avezzano Allenatori |               | |                   |                                                       |
| |               | |                   |                                                       |
| Di Michele An. Q1 (TD) 56yd pass da La Secla J. Gozzani C. Q1 (pat) La Secla J. Q2 (TD) 1yd run Vjero E. Q2 (tpc) rush Bonaparte D. Q2 (TD) 12yd pass da La Secla J. Nardin L. Q2 (pat) Vjero E. Q4 (TD) 4yd pass da La Secla J. Mazzarelli N. Q4 (pat) Piloni E. Q4 (TD) 12yd pass da La Secla J. | Marcatori     | Kmic N. Q1 (TD) 1yd run Barbagallo G. Q2 (TD) 30yd pass da Marty E. Strano G. Q2 (tpc) pass da Marty E. Barbagallo G. Q3 (TD) 42yd pass da Marty E. Barbagallo G. Q3 (tpc) pass da Marty E. Kmic N. Q3 (TD) 22yd pass da Marty E. Kmic N. Q3 (pat) Kmic N. Q3 (TD) 4yd pass da Marty E. Kmic N. Q3 (tpc) rush Kmic N. Q4 (TD) 10yd pass da Marty E. Kmic N. Q4 (pat) Kmic N. Q4 (TD) 12yd run Kmic N. Q3 (pat) |                   |                                                       |
| Joe Avezzano | Allenatori    | |                   |                                                       |

| Arbitro: | Sala M. |

| |            | |
| Spears J.J. Q1 (TD) 4yd run Vergazzoli A. Q1 (pat) Vergazzoli A. Q2 (FG) 26yd field goal Sales T. Q2 (TD) 2yd fumble recovery Vergazzoli A. Q2 (pat) Spears J.J. Q3 (TD) 21yd run Vergazzoli A. Q3 (pat) Grayson K. Q4 (TD) 39yd pass da Monardi T. Vergazzoli A. Q4 (pat) Spears J.J. Q4 (TD) 28yd run Vergazzoli A. Q4 (pat) Grayson K. Q4 (TD) 68yd kickoff return Vergazzoli A. Q4 (pat) Cosci J. Q4 (TD) 13yd pass da Monardi T. Vergazzoli A. Q4 (pat) | Marcatori  | Bonaparte D. Q3 (TD) 10yd pass da La Secla J. Mazzarelli M. Q3 (pat) Piloni E. Q4 (TD) 12yd pass da La Secla J. Mazzarelli M. Q4 (pat) |
| | Allenatori | Joe Avezzano |

| Milano 31 marzo 2012, ore 18:00 CEST 5ª giornata | Seamen Milano | 33 – 34 (13-0 13-8 7-20 0-6) referto | Sampla Belting Rhinos Milano | Velodromo Maspes-Vigorelli, via Arona 19 (1300 spett.) |
| Di Michele Al. Q1 ( TD ) 43yd run Mazzarelli M. Q1 ( pat ) Di Michele An. Q1 ( TD ) 20yd interception return Bonaparte D. Q2 ( TD ) 5yd run Di Michele An. Q2 ( TD ) 47yd pass da La Secla J. Mazzarelli M. Q2 ( pat ) Gozzani C. Q3 ( TD ) 19yd pass da La Secla J. Mazzarelli M. Q3 ( pat ) Marcatori Delaria A. Q2 ( tpc ) PAT return Schulters J. Q2 ( TD ) 5yd pass da Harris T. Harris T. Q3 ( TD ) 1yd run Olson L. Q3 ( TD ) 22yd pass da Harris T. Piccoli M. Q3 ( tpc ) rush Schulters J. Q3 ( TD ) 6yd run Gementi M. Q4 ( TD ) 22yd pass da Harris T. Joe Avezzano Allenatori |               | |                              |                                                        |
| |               | |                              |                                                        |
| Di Michele Al. Q1 (TD) 43yd run Mazzarelli M. Q1 (pat) Di Michele An. Q1 (TD) 20yd interception return Bonaparte D. Q2 (TD) 5yd run Di Michele An. Q2 (TD) 47yd pass da La Secla J. Mazzarelli M. Q2 (pat) Gozzani C. Q3 (TD) 19yd pass da La Secla J. Mazzarelli M. Q3 (pat) | Marcatori     | Delaria A. Q2 (tpc) PAT return Schulters J. Q2 (TD) 5yd pass da Harris T. Harris T. Q3 (TD) 1yd run Olson L. Q3 (TD) 22yd pass da Harris T. Piccoli M. Q3 (tpc) rush Schulters J. Q3 (TD) 6yd run Gementi M. Q4 (TD) 22yd pass da Harris T. |                              |                                                        |
| Joe Avezzano | Allenatori    | |                              |                                                        |

| Scandiano 14 aprile 2012, ore 20:00 CEST 7ª giornata | Hogs Reggio Emilia | 47 – 50 (7-12 13-6 15-20 12-12) referto | Seamen Milano | Stadio Andrea Torelli (100 spett.) |
| Fiorillo G. Q1 ( TD ) 2yd run Iotti N. Q1 ( pat ) Callegati L. Q2 ( TD ) 10yd run Iotti N. Q2 ( pat ) Scaglia N. Q2 ( TD ) 3yd run Bayer B. Q3 ( TD ) 32yd run Langhorst D. Q3 ( tpc ) pass da Scaglia N. Bayer B. Q3 ( TD ) 29yd pass da Scaglia N. Iotti N. Q3 ( pat ) Bayer B. Q4 ( TD ) 17yd run Ligabue D. Q4 ( TD ) 1yd fumble return Marcatori Santagostino G. Q1 ( TD ) 11yd pass da La Secla J. Santagostino G. Q1 ( TD ) 9yd pass da La Secla J. Santagostino G. Q1 ( TD ) 9yd pass da La Secla J. Di Michele Al. Q3 ( TD ) 39yd pass da La Secla J. La Secla J. Q3 ( tpc ) rush Santagostino G. Q3 ( TD ) 38yd pass da La Secla J. Di Michele Al. Q3 ( TD ) 64yd pass da La Secla J. Di Michele Al. Q4 ( TD ) 19yd pass da La Secla J. La Secla J. Q4 ( TD ) 1yd run Allenatori Paolo Mutti |                    | |               |                                    |
| |                    | |               |                                    |
| Fiorillo G. Q1 (TD) 2yd run Iotti N. Q1 (pat) Callegati L. Q2 (TD) 10yd run Iotti N. Q2 (pat) Scaglia N. Q2 (TD) 3yd run Bayer B. Q3 (TD) 32yd run Langhorst D. Q3 (tpc) pass da Scaglia N. Bayer B. Q3 (TD) 29yd pass da Scaglia N. Iotti N. Q3 (pat) Bayer B. Q4 (TD) 17yd run Ligabue D. Q4 (TD) 1yd fumble return | Marcatori          | Santagostino G. Q1 (TD) 11yd pass da La Secla J. Santagostino G. Q1 (TD) 9yd pass da La Secla J. Santagostino G. Q1 (TD) 9yd pass da La Secla J. Di Michele Al. Q3 (TD) 39yd pass da La Secla J. La Secla J. Q3 (tpc) rush Santagostino G. Q3 (TD) 38yd pass da La Secla J. Di Michele Al. Q3 (TD) 64yd pass da La Secla J. Di Michele Al. Q4 (TD) 19yd pass da La Secla J. La Secla J. Q4 (TD) 1yd run |               |                                    |
| | Allenatori         | Paolo Mutti |               |                                    |

| Arbitro: | Galluppi |

|                                                                             |            |                                                                 |
| Santagostino G. Q1 (TD) 8yd pass da La Secla J. La Secla J. Q1 (TD) 1yd run | Marcatori  | Scapperrotta L. Q4 (TD) 6yd pass da Pruitt K. Valia M. Q4 (pat) |
| Paolo Mutti                                                                 | Allenatori |                                                                 |

| Arbitro: | Agostini |

| |            | |
| Connors T. Q1 (TD) 12yd pass da Hicks X. Harris H. Q2 (TD) 39yd pass da Hicks X. Palminteri F. Q2 (pat) Harris H. Q2 (TD) 12yd pass da Hicks X. Palminteri F. Q2 (pat) Hicks X. Q3 (TD) 2yd run Palminteri F. Q3 (pat) Harris H.. Q3 (TD) 2yd run Palminteri F. Q3 (pat) Hicks X. Q4 (TD) 3yd run Palminteri F. Q4 (pat) Connors T. Q4 (TD) 14yd pass da Hicks X. | Marcatori  | Santagostino G. Q1 (TD) 26yd pass da La Secla J. Di Michele An. Q2 (TD) 16yd pass da La Secla J. Di Michele An. Q3 (TD) 11yd pass da La Secla J. Di Michele An. Q3 (tpc) pass da La Secla J. |
| | Allenatori | Paolo Mutti |

| Arbitro: | Scrignani L. |

| |            | |
| Visani P. Q2 (TD) 94yd interception return Huffman D. Q4 (TD) 14yd run Marziali N. Q4 (tpc) pass da Huffman D. Forte D. Q4 (TD) 70yd kickoff return | Marcatori  | Di Michele An. Q1 (TD) 13yd pass da La Secla J. Mazzarelli M. Q1 (pat) La Secla J. Q2 (TD) 9yd run Mazzarelli M. Q2 (pat) Di Michele An. Q3 (TD) 80yd interception return Mazzarelli M. (q31) (pat) Santagostino G. Q3 (TD) 26yd pass da La Secla J. Mazzarelli M. Q3 (pat) Piccinni F. Q4 (TD) 32yd pass da La Secla J. Mazzarelli M. Q4 (pat) |
| | Allenatori | Paolo Mutti |

| Arbitro: | Catalfamo |

| |            |                                                                                     |
| Di Michele Al. Q1 (TD) 2yd run Gozzani C. Q1 (TD) 4yd pass da La Secla J. Piccinni F. Q2 (TD) 4yd run Mazzarelli M. Q2 (pat) Di Michele An. Q2 (TD) 45yd interception return Mazzarelli M. Q2 (pat) Gozzani C. Q2 (TD) 174yd pass da La Secla J. Piccinni F. Q2 (TD) 1yd run Santagostino G. Q3 (TD) 80yd pass da La Secla J. | Marcatori  | Devlin M. Q3 (TD) 36yd pass da Ashburn W. Devlin M. Q4 (TD) 26yd pass da Ashburn W. |
| Paolo Mutti | Allenatori |                                                                                     |

| Arbitro: | Catalfamo |

|                                                                                 |            | |
| Di Michele An. Q1 (TD) 43yd pass da La Secla J. Di Michele Al. Q3 (TD) 73yd run | Marcatori  | Souder J. Q1 (TD) 14yd pass da Bisiani A. Di Tunisi S. Q1 (pat) Souder J. Q2 (TD) 30yd pass da Bisiani A. Souder J. Q2 (tpc) pass da Franklin J. Culbert M. Q3 (TD) 4yd run Souder J. Q3 (tpc) rush |
| Paolo Mutti                                                                     | Allenatori | |

| Arbitro: | Sombati |

| |            | |
| Rosnick D. Q1 (TD) 42yd pass da Pentello R. Aquinati L. Q1 (pat) Pagliaro J. Q1 (TD) 2yd run Aquinati L. Q1 (pat) Renzi F. Q2 (TD) 22yd pass da Pentello R. Rosnick D. Q4 (TD) 21yd pass da Pentello R. Rosnick D. Q4 (TD) 3yd pass da Pentello R. Aquinati L. Q4 (pat) | Marcatori  | Nardin L. Q1 (TD) 1yd run Di Michele Al. Q1 (TD) run Magallanes A. Q3 (TD) 10yd run Di Rosa F. Q4 (TD) 38yd run Mazzarelli M. Q4 (pat) |
| | Allenatori | Paolo Mutti |

## EFAF CUP 2012

### Gruppo D
| Arbitri: | M. Smith Sala A. Tuscali M. Tschuser T. Rivers |

|             |            | |
|             | Marcatori  | S. Rosemann 7':44" Q1 (TD) 7yd run T. Goebel Q1 (pat) I. Pavlovic 4':43" Q1 (TD) 47yd pass from M. Herrick T. Goebel Q1 (pat) S. Rosemann 0':28" Q1 (TD) 9yd run T. Goebel Q1 (pat) C. Bollmann 10':12" Q2 (TD) 7yd pass from M. Herrick T. Goebel Q2 (pat) W. Ngaoudjio 6':26" Q2 (TD) 28yd pass from M. Triese T. Goebel Q2 (pat) D. Mika 1':19" Q2 (TD) 1yd pass from M. Triese T. Goebel Q2 (pat) W. Ngaoudjio 10':25" Q3 (TD) 51yd pass from M. Triese T. Goebel Q3 (pat) R. Sears 11':41" Q4 (TD) 16yd run T. Goebel Q4 (pat) |
| Paolo Mutti | Allenatori | |

| Vejle 5 maggio 2012, ore CEST 3ª giornata | Triangle Razorbacks | 57 – 12 (21-0 15-6 14-6 7-0)                                                               | Seamen Milano | Vejle Stadium |
| Feer T. Q1 ( TD ) 4yd run Hansen D. Q1 ( pat ) Hindum H. Q1 ( TD ) 10yd pass from Frazer Z. Hansen D. Q1 ( pat ) Molina A. Q1 ( TD ) 26yd pass from Frazer Z. Worm K. Q1 ( pat ) Feer T. Q2 ( TD ) 31yd run Andersen C. Q2 ( tpc ) pass from Linnemann T. Linnemann T. Q2 ( TD ) 1yd pass from Frazer Z. Hansen D. Q1 ( pat ) Pedersen T. Q3 ( TD ) 6yd run Worm K. Q3 ( pat ) Laier S. Q3 ( TD ) 2yd run Jørgensen K. Q3 ( pat ) Prehn B. Q4 ( TD ) 36yd run Teague A. Q4 ( pat ) Marcatori Di Michele Al. Q2 ( TD ) 54yd pass from La Secla Santagostino Q3 ( TD ) 6yd pass from La Secla Allenatori Paolo Mutti |                     |                                                                                            |               |               |
| |                     |                                                                                            |               |               |
| Feer T. Q1 (TD) 4yd run Hansen D. Q1 (pat) Hindum H. Q1 (TD) 10yd pass from Frazer Z. Hansen D. Q1 (pat) Molina A. Q1 (TD) 26yd pass from Frazer Z. Worm K. Q1 (pat) Feer T. Q2 (TD) 31yd run Andersen C. Q2 (tpc) pass from Linnemann T. Linnemann T. Q2 (TD) 1yd pass from Frazer Z. Hansen D. Q1 (pat) Pedersen T. Q3 (TD) 6yd run Worm K. Q3 (pat) Laier S. Q3 (TD) 2yd run Jørgensen K. Q3 (pat) Prehn B. Q4 (TD) 36yd run Teague A. Q4 (pat) | Marcatori           | Di Michele Al. Q2 (TD) 54yd pass from La Secla Santagostino Q3 (TD) 6yd pass from La Secla |               |               |
| | Allenatori          | Paolo Mutti                                                                                |               |               |

## Statistiche di squadra
| Competizione | %Vittorie | In casa | In casa | In casa | In casa | In casa | In casa | In trasferta | In trasferta | In trasferta | In trasferta | In trasferta | In trasferta | Totale | Totale | Totale | Totale | Totale | Totale |
| Competizione | %Vittorie | G       | V       | N       | P       | Pf      | Ps      | G            | V            | N            | P            | Pf           | Ps           | G      | V      | N      | P      | Pf     | Ps     |
| ------------ | --------- | ------- | ------- | ------- | ------- | ------- | ------- | ------------ | ------------ | ------------ | ------------ | ------------ | ------------ | ------ | ------ | ------ | ------ | ------ | ------ |
| Campionato   | .364      | 5       | 2       | 0       | 3       | 136     | 127     | 6            | 2            | 0            | 4            | 166          | 239          | 11     | 4      | 0      | 7      | 302    | 366    |
| EFAF Cup     | .000      | 1       | 0       | 0       | 1       | 0       | 56      | 1            | 0            | 0            | 1            | 12           | 57           | 2      | 0      | 0      | 2      | 12     | 113    |
| Totale       | .308      | 6       | 2       | 0       | 4       | 136     | 183     | 7            | 2            | 0            | 5            | 178          | 296          | 13     | 4      | 0      | 9      | 314    | 479    |